# 1969 v športu
1969 v športu.

## Avto - moto šport
- Formula 1: Jackie Stewart, Združeno kraljestvo, Matra - Ford, je slavil s šestimi zmagami in 63 točkami, konstruktorski naslov je šel prav tako v roke moštva Matra - Ford z osvojenimi 66 točkami
- 500 milj Indianapolisa: slavil je Mario Andretti, iz ZDA, z bolidom Hawk/Offenhauser, za moštvo STP Corporation[1]

## Kolesarstvo
- Tour de France 1969: Eddy Merckx, Belgija
- Giro d'Italia: Felice Gimondi, Italija

## Košarka
- Pokal evropskih prvakov: CSKA Moskva
- NBA: Boston Celtics slavijo s 4 proti 3 v zmagah nad Los Angeles Lakers, MVP finala je bil Jerry West[2]
- EP 1969, Italija (Neapelj): 1. Sovjetska zveza, 2. Jugoslavija, 3. Češkoslovaška[3]

## Nogomet
- Pokal državnih prvakov: A.C. Milan premaga AFC Ajax s 4-1[4]

## Smučanje
- Alpsko smučanje: 
  - Svetovni pokal v alpskem smučanju, 1969
    - Moški: Karl Schranz, Avstrija[5]
    - Ženske: Gertrud Gabl, Avstrija[6]

## Tenis
- Turnirji Grand Slam za moške:
  - 1. Odprto prvenstvo Avstralije: Rod Laver, Avstralija[7]
  - 2. Odprto prvenstvo Francije: Rod Laver, Avstralija
  - 3. Odprto prvenstvo Anglije - Wimbledon: Rod Laver, Avstralija[8]
  - 4. Odprto prvenstvo ZDA: Rod Laver, Avstralija
- Turnirji Grand Slam za ženske:
  - 1. Odprto prvenstvo Avstralije: Margaret Court, Avstralija[9]
  - 2. Odprto prvenstvo Francije: Margaret Court, Avstralija
  - 3. Odprto prvenstvo Anglije - Wimbledon: Ann Haydon-Jones, Združeno kraljestvo[10]
  - 4. Odprto prvenstvo ZDA: Margaret Court, Avstralija
- Davisov pokal: ZDA slavi s 5-0 nad Romunijo[11]

## Hokej na ledu
- NHL - Stanleyjev pokal: Montreal Canadiens slavijo s 4 proti 0 v zmagah nad St. Louis Blues
- SP 1969: 1. Sovjetska zveza, 2. Švedska, 3. Češkoslovaška[12]

## Rojstva
- 2. januar: Róbert Švehla, slovaški hokejist
- 3. januar: Michael Schumacher, nemški dirkač Formule 1
- 12. januar: Robert Prosinečki, hrvaški nogometaš
- 23. januar: Brendan Shanahan, kanadski hokejist
- 29. januar: Lara Magoni, italijanska alpska smučarka
- 31. januar: Katjuša Pušnik, slovenska alpska smučarka
- 13. februar: Kate Pace-Lindsay, kanadska alpska smučarka
- 18. februar: Tomaž Humar, slovenski alpinist
- 18. februar: Aleksander Mogilni, ruski hokejist
- 21. februar: Petra Kronberger, avstrijska alpska smučarka
- 8. marec: Martina Accola, švicarska alpska smučarka
- 13. marec: Patrik Erickson, švedski hokejist
- 28. marec: Ingrid Stöckl, avstrijska alpska smučarka
- 19. april: Stefanie »Steffi« Schuster, avstrijska alpska smučarka
- 8. maj: Veronika Šarec, slovenska alpska smučarka
- 12. maj: Béatrice Filliol-Amiez, francoska alpska smučarka
- 16. maj: Ari-Pekka Nikkola, finski smučarski skakalec
- 14. junij: Steffi Graf, nemška tenisačica
- 15. junij: Oliver Kahn, nemški nogometni vratar
- 28. junij: Stéphane Chapuisat, švicarski nogometaš
- 3. julij: Stefan Zünd, švicarski smučarski skakalec
- 7. julij: Joe Sakic, kanadski hokejist
- 12. julij: Stanley Reddick, kanadsko-slovenski hokejist
- 14. julij: Jaroslav Sakala, češki smučarski skakalec
- 17. julij: Timo Saarikoski, finski hokejist
- 17. julij: Tommy Söderström, švedski hokejist
- 28. julij: Igor Benedejčič, slovenski nogometaš
- 28. julij: Les Kuntar, ameriški hokejist slovenskega rodu
- 2. avgust: Fernando Couto, portugalski nogometaš
- 16. avgust: Luka Simšič, slovenski hokejist
- 20. avgust: André Kiesewetter, nemški smučarski skakalec
- 28. avgust: Robert Englaro, slovenski nogometaš
- 31. avgust: Nathalie Bouvier, francoska alpska smučarka
- 4. september: Đoni Novak, slovenski nogometaš
- 20. september: Stefan Horngacher, avstrijski smučarski skakalec
- 12. oktober: Željko Milinovič, slovenski nogometaš
- 19. oktober: Dieter Thoma, nemški smučarski skakalec
- 29. oktober: Heidi Voelker, ameriška alpska smučarka
- 29. oktober: Edith Olivia »Edie« Thys-Morgan, ameriška alpska smučarka
- 10. november: Jens Lehmann, nemški nogometaš
- 30. november: Martin Hvastija, slovenski kolesar
- 1. december: Mateo Garralda, španski rokometaš
- 6. december: Slaviša Stojanović , slovenski nogometaš in trener
- 9. december: Bixente Lizarazu, francoski nogometaš
- 10. december: Robert »Rob« Blake, kanadski hokejist
- 11. december: Stig Inge Bjørnebye, norveški nogometaš
- 13. december: Sergej Fjodorov, ruski hokejist
- 18. december: Santiago Cañizares, španski nogometaš
- 29. december: Allan McNish, britanski dirkač

## Smrti
- 8. januar: Albert Hill, angleški atlet (* 1889)
- 2. februar: John McKinnon, kanadski hokejist (* 1902)
- 3. marec: Fred Alexander, ameriški tenisač (* 1880)
- 30. marec: Lucien Bianchi, belgijski dirkač Formule 1 (* 1934)
- 1. junij: Ivar Ballangrud, norveški hitrostni drsalec (* 1904)
- 4. junij: Rafael Osuna, mehiški tenisač (* 1938)
- 21. junij: Maureen Connolly Brinker, ameriška tenisačica (* 1934)
- 24. julij: Anselme Brusa, francoski veslač (* 1899)
- 1. avgust: Gerhard Mitter, nemški dirkač Formule 1 (* 1935)
- 17. avgust: Ferdinand Cattini, švicarski hokejist (* 1916)
- 9. september: Willy Mairesse, belgijski dirkač Formule 1 (* 1928)
- 7. oktober: Léon Scieur, belgijski kolesar (* 1888)
- 12. oktober: Sonja Henie, norveška umetnostna drsalka (* 1912)
- 13. november: Fanny Rosenfeld, kanadska atletinja (* 1904)
- 5. december: William Gilmore, ameriški veslač (* 1895)
- 18. december: Charles Dvorak, ameriški atlet (* 1878)
- 20. december: Adolfo Consolini, italijanski atlet (* 1917)